# Khalid/Diskografie
Diese Diskografie ist eine Übersicht über die musikalischen Werke des US-amerikanischen R&B-Musikers Khalid. Den Quellenangaben und Schallplattenauszeichnungen zufolge hat er bisher mehr als 166,3 Millionen Tonträger verkauft, davon alleine in Deutschland über 3,2 Millionen. Seine erfolgreichste Veröffentlichung ist die Single Lovely mit über 17,1 Millionen verkauften Einheiten.

## Alben

### Studioalben
| Jahr | Titel Musiklabel                | Höchstplatzierung, Gesamtwochen, AuszeichnungChartplatzierungen (Jahr, Titel, Musiklabel, Platzierungen, Wochen, Auszeichnungen, Anmerkungen) | Höchstplatzierung, Gesamtwochen, AuszeichnungChartplatzierungen (Jahr, Titel, Musiklabel, Platzierungen, Wochen, Auszeichnungen, Anmerkungen) | Höchstplatzierung, Gesamtwochen, AuszeichnungChartplatzierungen (Jahr, Titel, Musiklabel, Platzierungen, Wochen, Auszeichnungen, Anmerkungen) | Höchstplatzierung, Gesamtwochen, AuszeichnungChartplatzierungen (Jahr, Titel, Musiklabel, Platzierungen, Wochen, Auszeichnungen, Anmerkungen) | Höchstplatzierung, Gesamtwochen, AuszeichnungChartplatzierungen (Jahr, Titel, Musiklabel, Platzierungen, Wochen, Auszeichnungen, Anmerkungen) | Anmerkungen                                               |
| Jahr | Titel Musiklabel                | DE | AT | CH | UK | US | Anmerkungen                                               |
| ---- | ------------------------------- | --- | --- | --- | --- | --- | --------------------------------------------------------- |
| 2017 | American Teen RCA Records (SME) | — | — | CH— GoldCH | UK44 Platin · (43 Wo.)UK | US4 ×4Vierfachplatin · (287 Wo.)US | Erstveröffentlichung: 3. März 2017 Verkäufe: + 5.010.000  |
| 2019 | Free Spirit RCA Records (SME)   | DE32 (3 Wo.)DE | AT15 (3 Wo.)AT | CH8 Gold · (8 Wo.)CH | UK2 Gold · (28 Wo.)UK | US1 ×2Doppelplatin · (138 Wo.)US | Erstveröffentlichung: 5. April 2019 Verkäufe: + 2.690.000 |
| 2024 | Sincere RCA Records (SME)       | — | — | CH39 (1 Wo.)CH | — | US43 (1 Wo.)US | Erstveröffentlichung: 2. August 2024                      |

### Mixtapes
| Jahr | Titel Musiklabel               | Höchstplatzierung, Gesamtwochen, AuszeichnungChartplatzierungen (Jahr, Titel, Musiklabel, Platzierungen, Wochen, Auszeichnungen, Anmerkungen) | Höchstplatzierung, Gesamtwochen, AuszeichnungChartplatzierungen (Jahr, Titel, Musiklabel, Platzierungen, Wochen, Auszeichnungen, Anmerkungen) | Höchstplatzierung, Gesamtwochen, AuszeichnungChartplatzierungen (Jahr, Titel, Musiklabel, Platzierungen, Wochen, Auszeichnungen, Anmerkungen) | Höchstplatzierung, Gesamtwochen, AuszeichnungChartplatzierungen (Jahr, Titel, Musiklabel, Platzierungen, Wochen, Auszeichnungen, Anmerkungen) | Höchstplatzierung, Gesamtwochen, AuszeichnungChartplatzierungen (Jahr, Titel, Musiklabel, Platzierungen, Wochen, Auszeichnungen, Anmerkungen) | Anmerkungen                            |
| Jahr | Titel Musiklabel               | DE | AT | CH | UK | US | Anmerkungen                            |
| ---- | ------------------------------ | --- | --- | --- | --- | --- | -------------------------------------- |
| 2021 | Scenic Drive RCA Records (SME) | — | — | CH94 (1 Wo.)CH | — | US54 (1 Wo.)US | Erstveröffentlichung: 3. Dezember 2021 |

### EPs
| Jahr | Titel Musiklabel          | Höchstplatzierung, Gesamtwochen, AuszeichnungChartplatzierungen (Jahr, Titel, Musiklabel, Platzierungen, Wochen, Auszeichnungen, Anmerkungen) | Höchstplatzierung, Gesamtwochen, AuszeichnungChartplatzierungen (Jahr, Titel, Musiklabel, Platzierungen, Wochen, Auszeichnungen, Anmerkungen) | Höchstplatzierung, Gesamtwochen, AuszeichnungChartplatzierungen (Jahr, Titel, Musiklabel, Platzierungen, Wochen, Auszeichnungen, Anmerkungen) | Höchstplatzierung, Gesamtwochen, AuszeichnungChartplatzierungen (Jahr, Titel, Musiklabel, Platzierungen, Wochen, Auszeichnungen, Anmerkungen) | Höchstplatzierung, Gesamtwochen, AuszeichnungChartplatzierungen (Jahr, Titel, Musiklabel, Platzierungen, Wochen, Auszeichnungen, Anmerkungen) | Anmerkungen                                                |
| Jahr | Titel Musiklabel          | DE | AT | CH | UK | US | Anmerkungen                                                |
| ---- | ------------------------- | --- | --- | --- | --- | --- | ---------------------------------------------------------- |
| 2018 | Suncity RCA Records (SME) | — | — | CH63 (1 Wo.)CH | UK20 (4 Wo.)UK | US8 (24 Wo.)US | Erstveröffentlichung: 19. Oktober 2018 Verkäufe: + 147.500 |

## Singles

### Als Leadmusiker
| Jahr | Titel Album                              | Höchstplatzierung, Gesamtwochen, AuszeichnungChartplatzierungen (Jahr, Titel, Album, Platzierungen, Wochen, Auszeichnungen, Anmerkungen) | Höchstplatzierung, Gesamtwochen, AuszeichnungChartplatzierungen (Jahr, Titel, Album, Platzierungen, Wochen, Auszeichnungen, Anmerkungen) | Höchstplatzierung, Gesamtwochen, AuszeichnungChartplatzierungen (Jahr, Titel, Album, Platzierungen, Wochen, Auszeichnungen, Anmerkungen) | Höchstplatzierung, Gesamtwochen, AuszeichnungChartplatzierungen (Jahr, Titel, Album, Platzierungen, Wochen, Auszeichnungen, Anmerkungen) | Höchstplatzierung, Gesamtwochen, AuszeichnungChartplatzierungen (Jahr, Titel, Album, Platzierungen, Wochen, Auszeichnungen, Anmerkungen) | Anmerkungen                                                                              |
| Jahr | Titel Album                              | DE | AT | CH | UK | US | Anmerkungen                                                                              |
| --- | ---------------------------------------- | --- | --- | --- | --- | --- | ---------------------------------------------------------------------------------------- |
| 2016 | Let’s Go American Teen                   | — | — | — | — | US— GoldUS | Erstveröffentlichung: 10. Juni 2016 Verkäufe: + 580.000                                  |
| 2016 | Location American Teen                   | DE— GoldDE | — | CH76 Platin · (2 Wo.)CH | UK67 Platin · (8 Wo.)UK | US16 Diamant · (43 Wo.)US | Erstveröffentlichung: 26. August 2016 Verkäufe: + 12.585.000                             |
| 2016 | Hopeless American Teen                   | — | — | — | — | US— GoldUS | Erstveröffentlichung: 28. Oktober 2016 Verkäufe: + 540.000                               |
| 2016 | Reasons American Teen                    | — | — | — | — | — | Erstveröffentlichung: 2. Dezember 2016                                                   |
| 2016 | Coaster American Teen                    | — | — | — | — | US— ×2DoppelplatinUS | Erstveröffentlichung: 16. Dezember 2016 Verkäufe: + 2.505.000                            |
| 2017 | Saved American Teen                      | — | — | — | — | US— ×2DoppelplatinUS | Erstveröffentlichung: 13. Januar 2017 Verkäufe: + 2.670.000                              |
| 2017 | Young Dumb & Broke American Teen         | DE56 Gold · (10 Wo.)DE | AT62 (5 Wo.)AT | CH89 Platin · (3 Wo.)CH | UK17 ×2Doppelplatin · (26 Wo.)UK | US18 Diamant · (36 Wo.)US | Erstveröffentlichung: 2. Februar 2017 Verkäufe: + 13.520.000                             |
| 2017 | American Teen                            | — | — | — | UK— SilberUK | US— PlatinUS | Erstveröffentlichung: 24. Februar 2017 Verkäufe: + 1.355.000                             |
| 2017 | Thunder / Young, Dumb & Broke (Medley) – | — | — | — | — | US69 (1 Wo.)US | Erstveröffentlichung: 20. Dezember 2017 Verkäufe: + 20.000; mit Imagine Dragons          |
| 2018 | Love Lies Love, Simon O.S.T.             | DE36 Gold · (15 Wo.)DE | AT38 (15 Wo.)AT | CH38 (17 Wo.)CH | UK12 ×2Doppelplatin · (27 Wo.)UK | US9 ×5Fünffachplatin · (51 Wo.)US | Erstveröffentlichung: 14. Februar 2018 Verkäufe: + 7.800.000; mit Normani                |
| 2018 | Lovely 13 Reasons Why: Season 2 O.S.T.   | DE78 ×3Dreifachgold · (2 Wo.)DE | AT60 ×3Dreifachplatin · (6 Wo.)AT | CH46 ×4Vierfachplatin · (80 Wo.)CH | UK47 ×3Dreifachplatin · (9 Wo.)UK | US64 Diamant · (22 Wo.)US | Erstveröffentlichung: 19. April 2018 Verkäufe: + 17.180.000; mit Billie Eilish           |
| 2018 | OTW Suncity (Vinyl Edition)              | — | — | — | UK60 Gold · (9 Wo.)UK | US57 ×2Doppelplatin · (18 Wo.)US | Erstveröffentlichung: 20. April 2018 Verkäufe: + 3.030.000; feat. 6lack & Ty Dolla Sign  |
| 2018 | Eastside Friends Keep Secrets            | DE15 Platin · (35 Wo.)DE | AT12 (35 Wo.)AT | CH22 (40 Wo.)CH | UK1 ×4Vierfachplatin · (48 Wo.)UK | US9 ×7Siebenfachplatin · (52 Wo.)US | Erstveröffentlichung: 12. Juli 2018 Verkäufe: + 12.790.000; mit Benny Blanco & Halsey    |
| 2018 | Better Suncity                           | DE49 Gold · (13 Wo.)DE | AT36 Gold · (8 Wo.)AT | CH26 Platin · (17 Wo.)CH | UK15 ×2Doppelplatin · (22 Wo.)UK | US8 ×6Sechsfachplatin · (48 Wo.)US | Erstveröffentlichung: 14. September 2018 Verkäufe: + 9.570.000                           |
| 2019 | Saturday Nights Suncity                  | DE91 (2 Wo.)DE | AT— GoldAT | CH68 Gold · (5 Wo.)CH | UK31 Platin · (9 Wo.)UK | US57 ×4Vierfachplatin · (12 Wo.)US | Erstveröffentlichung: 11. Januar 2019 Verkäufe: + 5.500.000; Remix feat. Kane Brown      |
| 2019 | Talk Free Spirit                         | DE88 (5 Wo.)DE | AT63 Gold · (5 Wo.)AT | CH50 Gold · (12 Wo.)CH | UK9 Platin · (23 Wo.)UK | US3 ×7Siebenfachplatin · (46 Wo.)US | Erstveröffentlichung: 7. Februar 2019 Verkäufe: + 9.065.000; mit Disclosure              |
| 2019 | Outta My Head Free Spirit                | — | — | — | UK45 (4 Wo.)UK | US58 Platin · (1 Wo.)US | Erstveröffentlichung: 14. Juni 2019 Verkäufe: + 1.165.000; mit John Mayer                |
| 2019 | Right Back Free Spirit                   | — | — | — | UK71 (9 Wo.)UK | US73 Platin · (11 Wo.)US | Erstveröffentlichung: 2. August 2019 Verkäufe: + 1.225.000; feat. A Boogie wit da Hoodie |
| 2019 | Trigger Music Is the Weapon              | — | — | CH96 (1 Wo.)CH | UK95 (1 Wo.)UK | — | Erstveröffentlichung: 25. Oktober 2019 Verkäufe: + 20.000; mit Major Lazer               |
| 2019 | Up All Night –                           | — | — | — | UK55 Silber · (8 Wo.)UK | US89 (1 Wo.)US | Erstveröffentlichung: 14. November 2019 Verkäufe: + 255.000                              |
| 2020 | Eleven –                                 | — | — | CH74 (2 Wo.)CH | UK70 (4 Wo.)UK | US83 (1 Wo.)US | Erstveröffentlichung: 11. Januar 2020 Verkäufe: + 55.000                                 |
| 2020 | Know Your Worth Energy                   | — | AT69 (1 Wo.)AT | CH51 (4 Wo.)CH | UK27 Platin · (20 Wo.)UK | US57 (8 Wo.)US | Erstveröffentlichung: 4. Februar 2020 Verkäufe: + 965.000; mit Disclosure                |
| 2020 | Experience Jaguar                        | — | — | — | — | — | Erstveröffentlichung: 19. Juni 2020 mit Victoria Monét & SG Lewis                        |
| 2022 | Skyline –                                | — | — | — | — | — | Erstveröffentlichung: 28. April 2022 Verkäufe: + 40.000                                  |
| 2022 | Numb –                                   | DE65 (12 Wo.)DE | AT— GoldAT | — | UK— SilberUK | US40 Platin · (16 Wo.)US | Erstveröffentlichung: 10. Juni 2022 Verkäufe: + 1.738.000; mit Marshmello                |
| Folgende Lieder erschienen nicht als Single, wurden aber durch das Album zum Download und Streaming bereitgestellt und konnten somit eine Platzierung erlangen: |                                          | | | | | |                                                                                          |
| |                                          | | | | | |                                                                                          |
| 2018 | The Ways Black Panther: The Album        | — | — | CH89 (1 Wo.)CH | UK54 (3 Wo.)UK | US63 (3 Wo.)US | Charteinstieg: 18. Februar 2018 Verkäufe: + 35.000; mit Swae Lee                         |
| 2018 | Vertigo Suncity                          | — | — | — | — | US89 (1 Wo.)US | Charteinstieg: 3. November 2018 Verkäufe: + 40.000                                       |
| 2019 | Bad Luck Free Spirit                     | — | — | — | — | US87 Gold · (1 Wo.)US | Charteinstieg: 20. April 2019 Verkäufe: + 540.000                                        |

### Als Gastmusiker
| Jahr | Titel Album                                               | Höchstplatzierung, Gesamtwochen, AuszeichnungChartplatzierungen (Jahr, Titel, Album, Platzierungen, Wochen, Auszeichnungen, Anmerkungen) | Höchstplatzierung, Gesamtwochen, AuszeichnungChartplatzierungen (Jahr, Titel, Album, Platzierungen, Wochen, Auszeichnungen, Anmerkungen) | Höchstplatzierung, Gesamtwochen, AuszeichnungChartplatzierungen (Jahr, Titel, Album, Platzierungen, Wochen, Auszeichnungen, Anmerkungen) | Höchstplatzierung, Gesamtwochen, AuszeichnungChartplatzierungen (Jahr, Titel, Album, Platzierungen, Wochen, Auszeichnungen, Anmerkungen) | Höchstplatzierung, Gesamtwochen, AuszeichnungChartplatzierungen (Jahr, Titel, Album, Platzierungen, Wochen, Auszeichnungen, Anmerkungen) | Anmerkungen |
| Jahr | Titel Album                                               | DE | AT | CH | UK | US | Anmerkungen |
| --- | --------------------------------------------------------- | --- | --- | --- | --- | --- | --- |
| 2017 | Electric The Color of You                                 | — | — | — | UK— SilberUK | — | Erstveröffentlichung: 20. Januar 2017 Verkäufe: + 260.000; Alina Baraz feat. Khalid                                  |
| 2017 | 1-800-273-8255 Everybody                                  | DE45 Gold · (14 Wo.)DE | AT42 (12 Wo.)AT | CH50 (14 Wo.)CH | UK9 ×2Doppelplatin · (23 Wo.)UK | US3 ×8Achtfachplatin · (42 Wo.)US | Erstveröffentlichung: 28. April 2017 Verkäufe: + 10.775.000; Logic feat. Alessia Cara & Khalid                       |
| 2017 | Rollin Funk Wav Bounces Vol. 1                            | DE94 (1 Wo.)DE | — | CH73 (4 Wo.)CH | UK43 Silber · (10 Wo.)UK | US62 ×2Doppelplatin · (4 Wo.)US | Erstveröffentlichung: 12. Mai 2017 Verkäufe: + 2.635.000; Calvin Harris feat. Future & Khalid                        |
| 2017 | Silence –                                                 | DE6 ×2Doppelplatin · (34 Wo.)DE | AT8 Platin · (42 Wo.)AT | CH20 ×2Doppelplatin · (39 Wo.)CH | UK3 ×3Dreifachplatin · (35 Wo.)UK | US30 ×6Sechsfachplatin · (23 Wo.)US | Erstveröffentlichung: 11. August 2017 Verkäufe: + 11.633.333; Marshmello feat. Khalid                                |
| 2017 | Why Don’t You Come On Big Wave More Fire                  | — | — | — | — | — | Erstveröffentlichung: 1. September 2017 DJDS feat. Khalid & Empress Of                                               |
| 2017 | Homemade Dynamite (Remix) Melodrama (Spotify Bonus-Track) | — | — | — | — | US92 (1 Wo.)US | Erstveröffentlichung: 14. September 2017 Verkäufe: + 540.000; Lorde feat. Post Malone, SZA & Khalid                  |
| 2018 | Youth Shawn Mendes                                        | DE43 (6 Wo.)DE | AT18 (6 Wo.)AT | CH19 (7 Wo.)CH | UK35 Silber · (7 Wo.)UK | US65 Platin · (2 Wo.)US | Erstveröffentlichung: 3. Mai 2018 Verkäufe: + 1.705.000; Shawn Mendes feat. Khalid                                   |
| 2018 | Don’t Let Me Down –                                       | — | — | — | — | — | Erstveröffentlichung: 4. April 2018 Sabrina Claudio feat. Khalid                                                     |
| 2018 | Ocean –                                                   | DE38 Gold · (17 Wo.)DE | AT23 (12 Wo.)AT | CH25 Platin · (18 Wo.)CH | UK25 Gold · (17 Wo.)UK | US78 Platin · (5 Wo.)US | Erstveröffentlichung: 15. Juni 2018 Verkäufe: + 2.395.000; Martin Garrix feat. Khalid                                |
| 2019 | Hurts 2B Human                                            | — | — | CH59 (1 Wo.)CH | UK61 Silber · (3 Wo.)UK | — | Promoveröffentlichung: 22. April 2019 Verkäufe: + 305.000; Singleveröffentlichung: 30. August 2019 P!nk feat. Khalid |
| 2019 | Beautiful People No. 6 Collaborations Project             | DE5 Platin · (31 Wo.)DE | AT7 ×2Doppelplatin · (28 Wo.)AT | CH7 (42 Wo.)CH | UK1 ×3Dreifachplatin · (45 Wo.)UK | US13 Platin · (26 Wo.)US | Erstveröffentlichung: 28. Juni 2019 Verkäufe: + 5.440.000; Ed Sheeran feat. Khalid                                   |
| 2019 | Caught Up –                                               | — | — | — | — | — | Erstveröffentlichung: 24. Juli 2019 Majid Jordan feat. Khalid                                                        |
| 2020 | Be Like That Mixtape Vol. 1                               | — | — | — | UK— SilberUK | US19 ×4Vierfachplatin · (20 Wo.)US | Erstveröffentlichung: 10. Juli 2020 Verkäufe: + 4.735.000; Kane Brown feat. Swae Lee & Khalid                        |
| 2020 | So Done Alicia                                            | — | — | — | — | — | Erstveröffentlichung: 14. August 2020 Verkäufe: + 20.000, Alicia Keys feat. Khalid                                   |
| 2021 | Otra noche sin ti Jose                                    | — | — | CH39 (7 Wo.)CH | — | — | Erstveröffentlichung: 9. April 2021 Verkäufe: + 100.000; J Balvin feat. Khalid                                       |
| 2021 | Working –                                                 | DE— aDE | — | — | — | US88 (6 Wo.)US | Erstveröffentlichung: 19. Juni 2021 Verkäufe: + 40.000; Tate McRae feat. Khalid                                      |
| 2022 | Wish You Were Here 4 (The Pink Album)                     | — | — | — | — | — | Erstveröffentlichung: 19. August 2022 Verkäufe: + 45.000; Lukas Graham feat. Khalid                                  |
| 2023 | The Hard Way Hyperbolic                                   | — | — | — | — | — | Erstveröffentlichung: 10. März 2023 Verkäufe: + 25.000; Pnau feat. Khalid                                            |
| 2025 | All I Know –                                              | — | — | — | UK56 (15 Wo.)UK | — | Erstveröffentlichung: 4. April 2025 Rudimental feat. Khalid                                                          |
| Folgende Lieder erschienen nicht als Single, wurden aber durch das Album zum Download und Streaming bereitgestellt und konnten somit eine Platzierung erlangen: |                                                           | | | | | | |
| |                                                           | | | | | | |
| 2021 | As I Am Justice                                           | DE— bDE | — | — | UK24 (1 Wo.)UK | US43 Gold · (3 Wo.)US | Charteinstieg: 1. April 2021 Verkäufe: + 605.000; Justin Bieber feat. Khalid                                         |

## Promoveröffentlichungen
Promo-Singles

| Jahr | Titel Album                | Höchstplatzierung, Gesamtwochen, AuszeichnungChartplatzierungen (Jahr, Titel, Album, Platzierungen, Wochen, Auszeichnungen, Anmerkungen) | Höchstplatzierung, Gesamtwochen, AuszeichnungChartplatzierungen (Jahr, Titel, Album, Platzierungen, Wochen, Auszeichnungen, Anmerkungen) | Höchstplatzierung, Gesamtwochen, AuszeichnungChartplatzierungen (Jahr, Titel, Album, Platzierungen, Wochen, Auszeichnungen, Anmerkungen) | Höchstplatzierung, Gesamtwochen, AuszeichnungChartplatzierungen (Jahr, Titel, Album, Platzierungen, Wochen, Auszeichnungen, Anmerkungen) | Höchstplatzierung, Gesamtwochen, AuszeichnungChartplatzierungen (Jahr, Titel, Album, Platzierungen, Wochen, Auszeichnungen, Anmerkungen) | Anmerkungen                                                                  |
| Jahr | Titel Album                | DE | AT | CH | UK | US | Anmerkungen                                                                  |
| ---- | -------------------------- | --- | --- | --- | --- | --- | ---------------------------------------------------------------------------- |
| 2017 | Shot Down American Teen    | — | — | — | — | US— PlatinUS | Erstveröffentlichung: 3. Februar 2017 Verkäufe: + 1.130.000                  |
| 2018 | This Way Superfly O.S.T.   | — | — | — | — | US— GoldUS | Erstveröffentlichung: 6. Juni 2018 Verkäufe: + 520.000; mit H.E.R.           |
| 2018 | Trippin’ Harlan & Alondra  | — | — | — | — | — | Erstveröffentlichung: 13. Juli 2018 Buddy feat. Khalid                       |
| 2018 | Suncity                    | DE86 (1 Wo.)DE | AT53 (1 Wo.)AT | CH30 Gold · (5 Wo.)CH | UK41 Silber · (5 Wo.)UK | US88 Gold · (1 Wo.)US | Erstveröffentlichung: 19. Oktober 2018 Verkäufe: + 995.000; feat. Empress Of |
| 2019 | My Bad Free Spirit         | — | — | CH75 (3 Wo.)CH | UK32 (7 Wo.)UK | US55 Platin · (3 Wo.)US | Erstveröffentlichung: 8. März 2019 Verkäufe: + 1.200.000                     |
| 2019 | Self Free Spirit           | — | — | — | — | — | Erstveröffentlichung: 28. März 2019 Verkäufe: + 40.000                       |
| 2019 | Don’t Pretend Free Spirit  | — | — | — | — | US84 Gold · (1 Wo.)US | Erstveröffentlichung: 3. April 2019 Verkäufe: + 580.000; mit Safe            |
| 2020 | Off the Grid It Was Divine | — | — | — | — | — | Erstveröffentlichung: 23. April 2020 Alina Baraz feat. Khalid                |

## Statistik

### Chartauswertung
|                     | DE    | AT    | CH    | UK    | US    |
| ------------------- | ----- | ----- | ----- | ----- | ----- |
| Nummer-eins-Alben   | DE—DE | AT—AT | CH—CH | UK—UK | US1US |
| Top-10-Alben        | DE—DE | AT—AT | CH1CH | UK1UK | US3US |
| Alben in den Charts | DE1DE | AT1AT | CH4CH | UK3UK | US5US |

|                       | DE     | AT     | CH     | UK     | US     |
| --------------------- | ------ | ------ | ------ | ------ | ------ |
| Nummer-eins-Singles   | DE—DE  | AT—AT  | CH—CH  | UK2UK  | US—US  |
| Top-10-Singles        | DE2DE  | AT2AT  | CH1CH  | UK5UK  | US5US  |
| Singles in den Charts | DE15DE | AT13AT | CH22CH | UK27UK | US32US |

### Auszeichnungen für Musikverkäufe
| Land/RegionAuszeichnungen für Musikverkäufe (Land/Region, Auszeichnungen, Verkäufe, Quellen) | Silber       | Gold         | Platin         | Diamant       | Verkäufe    | Quellen              |
| -------------------------------------------------------------------------------------------- | ------------ | ------------ | -------------- | ------------- | ----------- | -------------------- |
| Australien (ARIA)                                                                            | —            | 9× Gold9     | 101× Platin101 | —             | 7.420.000   | aria.com.au          |
| Belgien (BRMA)                                                                               | —            | 2× Gold2     | 3× Platin3     | —             | 135.000     | ultratop.be          |
| Brasilien (PMB)                                                                              | —            | 14× Gold14   | 25× Platin25   | 9× Diamant9   | 2.740.000   | pro-musicabr.org.br  |
| Dänemark (IFPI)                                                                              | —            | 7× Gold7     | 31× Platin31   | —             | 2.685.000   | ifpi.dk              |
| Deutschland (BVMI)                                                                           | —            | 7× Gold7     | 5× Platin5     | —             | 3.400.000   | musikindustrie.de    |
| Finnland (IFPI)                                                                              | —            | —            | Platin1        | —             | 40.000      | Einzelnachweise      |
| Frankreich (SNEP)                                                                            | —            | 7× Gold7     | 5× Platin5     | Diamant1      | 1.983.333   | snepmusique.com      |
| Griechenland (IFPI)                                                                          | —            | —            | 4× Platin4     | —             | 80.000      | Einzelnachweise      |
| Italien (FIMI)                                                                               | —            | 6× Gold6     | 7× Platin7     | —             | 675.000     | fimi.it              |
| Kanada (MC)                                                                                  | —            | 14× Gold14   | 113× Platin113 | Diamant1      | 10.400.000  | musiccanada.com      |
| Mexiko (AMPROFON)                                                                            | —            | 9× Gold9     | 11× Platin11   | —             | 930.000     | amprofon.com.mx      |
| Neuseeland (RMNZ)                                                                            | —            | 7× Gold7     | 96× Platin96   | —             | 2.842.500   | radioscope.co.nz NZ2 |
| Niederlande (NVPI)                                                                           | —            | Gold1        | Platin1        | —             | 60.000      | nvpi.nl              |
| Norwegen (IFPI)                                                                              | —            | 5× Gold5     | 10× Platin10   | —             | 690.000     | ifpi.no              |
| Österreich (IFPI)                                                                            | —            | 4× Gold4     | 6× Platin6     | —             | 240.000     | ifpi.at              |
| Polen (ZPAV)                                                                                 | —            | 5× Gold5     | 13× Platin13   | Diamant1      | 785.000     | olis.pl              |
| Portugal (AFP)                                                                               | —            | 4× Gold4     | 23× Platin23   | —             | 250.000     | Einzelnachweise      |
| Schweden (IFPI)                                                                              | —            | 7× Gold7     | 9× Platin9     | —             | 995.000     | sverigetopplistan.se |
| Schweiz (IFPI)                                                                               | —            | 5× Gold5     | 10× Platin10   | —             | 250.000     | hitparade.ch         |
| Singapur (RIAS)                                                                              | —            | —            | 3× Platin3     | —             | 30.000      | rias.org.sg          |
| Spanien (Promusicae)                                                                         | —            | 6× Gold6     | 7× Platin7     | —             | 600.000     | elportaldemusica.es  |
| Ungarn (MAHASZ)                                                                              | —            | —            | 2× Platin2     | —             | 8.000       | slagerlistak.hu      |
| Vereinigte Staaten (RIAA)                                                                    | —            | 15× Gold15   | 74× Platin74   | 3× Diamant3   | 111.500.000 | riaa.com             |
| Vereinigtes Königreich (BPI)                                                                 | 11× Silber11 | 4× Gold4     | 26× Platin26   | —             | 18.700.000  | bpi.co.uk            |
| Insgesamt                                                                                    | 11× Silber11 | 137× Gold137 | 587× Platin587 | 15× Diamant15 |             |                      |